# Tom Tully (actor)
Tom Tully (21 de agosto de 1908 – 27 de abril de 1982) fue un actor teatral, cinematográfico y televisivo de nacionalidad estadounidense.

## Biografía
Su nombre completo era Thomas Kane Tulley, y nació en Durango, Colorado. Thomas Kane Tulley sirvió en la Armada de los Estados Unidos, fue piloto privado, y trabajó como joven reportero del diario Denver Post, en Denver, Colorado, antes de iniciarse en la interpretación, ocupación con la cual esperaba mejorar sus ingresos. 
Antes de trabajar en el cine, tuvo una prolongada actividad radiofónica, dedicándose también al teatro, actuando en el circuito de Broadway con espectáculos como Ah, Wilderness, que no tuvo éxito, The Time of Your Life y Jason, que obtuvo buenos resultados de público y crítica.
Tully debutó en el cine en 1943, participando ese mismo año en las películas bélicas Mission to Moscow (1943), Northern Pursuit (1943) y Destination Tokyo (1943). Como actor de carácter participó en algunas célebres películas de los años 1940, entre ellas Te volveré a ver (1944), Till the End of Time (1946), Lady in the Lake (1947), y Al borde del peligro (1950). Su carrera en Hollywood se prolongó hasta el año 1973 y, por razones profesionales, cambió su apellido, Tulley, por Tully.
Fue nominado a un Premio Oscar por su papel de primer comandante del Caine en la película de 1954 El motín del Caine, protagonizada por Humphrey Bogart. Tully hizo dos actuaciones como el padre de Rob Petrie (Dick Van Dyke), en el programa de la CBS The Dick Van Dyke Show en 1964 y 1966. Este papel le permitió volver a trabajar con Jerry Paris, con quien había coincidido en El motín del Caine.
Se inició en la televisión actuando desde 1954 a 1960 como el Inspector Matt Grebb en la serie televisiva de la CBS The Lineup, en la cual trabajaba junto a Warner Anderson.  
En 1962 actuó en la serie de la NBC Empire, colaborando con Richard Jordan y Richard Egan. Otras producciones televisivas destacadas en las que Tully actuó fueron Los Intocables (ABC, 1963), Burke's Law (ABC, con Gene Barry), Perry Mason (CBS, dos episodios), y Shane (serie western de ABC, 17 actuaciones).
En noviembre de 1969 Tully viajó a Vietnam del Sur en colaboración con la United Service Organizations. En la gira visitó hospitales, fue entrevistado en la radio, y voló tras las líneas enemigas para visitar puestos avanzados estratégicos tales como el "Hawks Nest" en el Valle Phum. Mientras estaba en la zona entreteniendo a las tropas, Tully contrajo una enfermedad parasitaria producida por un gusano similar al que origina la elefantiasis. A su vuelta a los Estados Unidos, su salud empeoró. Debido a que un coágulo interrumpió la circulación sanguínea, su pierna izquierda hubo de ser amputada cerca de la cadera. La operación se llevó a cabo en Laguna Beach, California, cerca de su casa en San Juan Capistrano (California). A pesar de todo, Tully siguió actuando en dramas televisivos como Misión: Imposible y The Rookies. Su última actuación en el cine llegó con el film de Don Siegel Charley Varrick (1973), protagonizado por Walter Matthau.
Tom Tully falleció en 1982 en Newport Beach, California, a causa de un cáncer. Tenía setenta y tres años de edad. En el momento de su muerte, Tully había completado un manuscrito sobre su abuela y su abuelo, David F. Day, merecedor de la Medalla de Honor durante la Guerra de Secesión.

## Filmografía

### Cine
- The Sign of the Cross, de Cecil B. DeMille (1932)
- Mission to Moscow, de Michael Curtiz (1943)
- Northern Pursuit, de Raoul Walsh (1943)
- Destination Tokyo, de Delmer Daves (1943)
- Over the Wall, de Jean Negulesco (1943)
- Reward Unlimited, de Jacques Tourneur (1944)
- Secret Command, de A. Edward Sutherland (1944)
- The Town Went Wild, de Ralph Murphy (1944)
- Te volveré a ver, de William Dieterle (1944)
- The Unseen, de Lewis Allen (1945)
- Kiss and Tell, de Richard Wallace (1945)
- Adventure, de Victor Fleming (1945)
- The Virginian, de Stuart Gilmore (1946)
- Till the End of Time, de Edward Dmytryk (1946)
- Lady in the Lake, de Robert Montgomery (1947)
- Intrigue, de Edwin L. Marin (1947)
- Killer McCoy, de Roy Rowland (1947)
- Scudda Hoo! Scudda Hay!, de F. Hugh Herbert (1948)
- Rachel and the Stranger, de Norman Foster (1948)
- June Bride, de Bretaigne Windust (1948)
- Blood on the Moon, de Robert Wise (1948)
- Illegal Entry, de Frederick De Cordova (1949)
- A Kiss for Corliss, de Richard Wallace (1949)
- The Lady Takes a Sailor, de Michael Curtiz (1949)
- Al borde del peligro, de Otto Preminger (1950)
- Branded, de Rudolph Maté (1950)
- Tomahawk, de George Sherman (1951)
- The Lady and the Bandit, de Ralph Murphy (1951)
- Texas Carnival, de Charles Walters (1951)
- Return of the Texan, de Delmer Daves (1952)
- Love Is Better Than Ever, de Stanley Donen (1952)
- Lure of the Wilderness, de Jean Negulesco (1952)
- The Turning Point, de William Dieterle (1952)
- Ruby Gentry, de King Vidor (1952)
- The Jazz Singer, de Michael Curtiz (1952)
- Trouble Along the Way, de Michael Curtiz (1953)
- The Moon Is Blue, de Otto Preminger (1953)
- Sea of Lost Ships, de Joseph Kane (1953)
- Arrow in the Dust, de Lesley Selander (1954)
- El motín del Caine, de Edward Dmytryk (1954)
- Quiéreme o déjame, de Charles Vidor (1955)
- Soldier of Fortune, de Edward Dmytryk (1955)
- Behind the High Wall, de Abner Biberman (1956)
- Ten North Frederick, de Philip Dunne (1958)
- The Wackiest Ship in the Army, de Richard Murphy (1960)
- Los insaciables, de Edward Dmytryk (1964)
- McHale's Navy Joins the Air Force, de Edward Montagne (1965)
- Coogan's Bluff, de Don Siegel (1968)
- Charley Varrick, de Don Siegel (1973)

### Televisión
- Cavalcade of America: Temporada 1, episodio 7 (1952)
- Schlitz Playhouse of Stars: Temporada 3, episodio 46 (1954)
- The Philco Television Playhouse: Temporada 7, episodio 16 (1955)
- Front Row Center: Temporada 2, episodio 8 (1956)
- Celebrity Playhouse: Temporada 1, episodio 23 (1956)
- The Ford Television Theatre: Temporada 1, episodio 32 (1953); temporada 4, episodio 35 (1956)
- Telephone Time: Temporada 2, episodio 15 (1956)
- Zane Grey Theater: Temporada 1, episodio 26 (1957); temporada 1, episodio 27 (1957)
- Make Room for Daddy: Temporada 1, episodio 13 (1953); temporada 5, episodio 13 (1957)
- The Lineup (1954-1959) - 185 episodios
- Alfred Hitchcock presenta: Temporada 5, episodio 18 (1960)
- The United States Steel Hour: Temporada 8, episodio 18 (1961)
- Tales of Wells Fargo: Temporada 6, episodio 9 (1961)
- Empire: Temporada 1, episodio 5 (1962)
- Los Intocables: Temporada 4, episodio 30 (1963)
- Burke's Law: Temporada 1, episodio 8 (1963)
- Perry Mason: Temporada 7, episodio 21 (1964); temporada 8, episodio 6 (1964)
- El virginiano: Temporada 3, episodio 16 (1964)
- My Living Doll: Temporada 1, episodio 18 (1965)
- Rawhide: Temporada 4, episodio 1 (1961); temporada 7, episodio 19 (1965)
- The Farmer's Daughter: Temporada 2, episodio 28 (1965)
- The Loner: Temporada 1, episodio 13 (1965)
- The Legend of Jesse James: Temporada 1, episodio 15 (1965)
- The Dick Van Dyke Show: Temporada 4, episodio 10 (1964); temporada 5, episodio 18 (1966)
- Shane (1966) - 17 episodios
- Hey, Landlord: Temporada 1, episodio 23 (1967)
- The Andy Griffith Show: Temporada 7, episodio 25 (1967)
- Bonanza: Temporada 7, episodio 2 (1965); temporada 9, episodio 9 (1967)
- The Guns of Will Sonnett: Temporada 1, episodio 10 (1967); temporada 2, episodio 13 (1969)
- El gran chaparral: Temporada 2, episodio 17 (1969)
- The Mod Squad: Temporada 2, episodio 10 (1969)
- Any Second Now, de Gene Levitt (1969) – telefilm
- Misión: Imposible: Temporada 6, episodio 22 (1972)
- The Rookies: Temporada 1, episodio 2 (1972); temporada 2, episodio 11 (1973)
- Temperatures Rising: Temporada 2, episodio 11 (1973)
- Hijack!, de Leonard Horn (1973) – telefilm

## Premios y distinciones
Premios Óscar
| Año  | Categoría       | Película           | Resultado |
| ---- | --------------- | ------------------ | --------- |
| 1955 | Mejor dirección | El motín del Caine | Nominado  |